# Raduly József
Raduly József, (Budapest, 1927. május 6. – 2022. március 21.) válogatott labdarúgó, csatár, jobbszélső, edző. 1945 és 1951 között szovjet hadifogságban volt.

## Pályafutása

### Klubcsapatban
A Kőbányai TC, majd A Fűszért csapatában kezdte a labdarúgást. 1944-ig a Gamma FC labdarúgója volt. A második világháborúban 1944 decembere és 1945 májusa között katonai szolgálatra hívták be, és 1945. május 13-án szovjet hadifogságba esett. 1951. december 10-én szabadult ki. 1952 és 1953 között a Postás labdarúgójaként folytatta pályafutását. Innen került a Vasashoz. Az első angyalföldi bajnokcsapat tagja volt 1957 tavaszán. 1954 és 1960 között 133 bajnoki mérkőzésen szerepelt, 21 gólt szerzett. 1962-ben vonult vissza.

### A válogatottban
1955-ben 2 alkalommal szerepelt a válogatottban. Kétszeres B-válogatott (1955).

### Edzőként
1962-től edzőként dolgozott. Első csapata a BKV Előre ifjúsági együttese volt. Ezt követően a Csepel Autó vezetőedzője lett. 1970-es években a Vasas serdülő, ifjúsági, majd tartalékcsapatának edzője és az első csapat pályaedzője volt. Vezetőedzőként dolgozott még a kiskunlacházi ÉGSZÖV MEDOSZ, és a Szigetszentmiklós csapatánál.

## Sikerei, díjai
- Magyar bajnokság
  - bajnok: 1957-tavasz
  - 3.: 1959–60
- Magyar kupa (MNK)
  - győztes: 1955
- Bajnokcsapatok Európa-kupája (BEK)
  - elődöntős: 1957–58
- Közép-európai kupa (KK)
  - győztes: 1956, 1957
- A Gépipar Kiváló Dolgozója (1956)[5]
- A Magyar Népköztársaság Kiváló Sportolója (1956)[6]
- Papp László Budapest Sportdíj (2012)
- Az MSÚSZ (Magyar Sportújságírók Szövetsége) Életműdíja: 2021[7]

## Statisztika

### Mérkőzései a válogatottban
| Magyarország | Magyarország         | Magyarország               | Magyarország | Magyarország | Magyarország | Magyarország | Magyarország | Magyarország |
| #            | Dátum                | Helyszín                   | Hazai        | Eredmény     | Vendég       | Kiírás       | Gólok        | Esemény      |
| ------------ | -------------------- | -------------------------- | ------------ | ------------ | ------------ | ------------ | ------------ | ------------ |
| 1.           | 1955. szeptember 17. | Lausanne, Olimpiai Stadion | Svájc        | 4 – 5        | Magyarország | Európa-kupa  | -            | 74'          |
| 2.           | 1955. november 13.   | Budapest, Népstadion       | Magyarország | 4 – 2        | Svédország   | barátságos   | -            |              |
|              | Összesen             |                            |              | 2            | mérkőzés     |              | 0            | gól          |